# Украинский экзархат

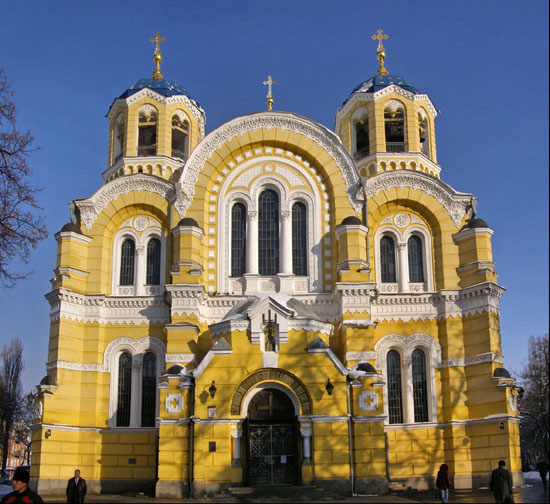

Украинский экзархат Русской православной церкви (укр. Український екзархат Руської Православної Церкви) — церковная административная единица Московского патриархата на территории Украинской ССР. Украинский экзархат был установлен патриархом Тихоном в 1921 году и существовал до 27 октября 1990 года, когда Архиерейский собор Русской православной церкви отменил его и создал самоуправляемую с правами широкой автономии Украинскую православную церковь.

## История

### Православная церковь на Украине (1918—1921)
7 января 1918 года в Киеве по благословению Патриарха Московского и Всея России Тихона был созван Всеукраинский церковный собор под председательством епископа Пимена (Пегова). Большинством голосов (150 против 60) идея автокефалии православной церкви на Украине была отвергнута.
2 января — 7 апреля 1918 года в Москве проходила вторая сессия Всероссийского поместного собора, где, в частности, было принято «Положение о временном Высшем Церковном Управлении Православной Церкви на Украине». Определение Всероссийского собора по этому вопросу гласило, что отныне из епархий в пределах Украинского государства создаётся церковная область «с особыми преимуществами на началах автономии». По отношению к этой области в документах 1918 года употребляется термин «Православная Церковь на Украине» или «Украинская Церковь».
Автономия Украинской церкви распространялась на местные церковные дела: административные, миссионерские, благотворительные, монастырские, хозяйственные, судебные в подлежащих инстанциях, брачные, но не распространялась на дела общецерковного значения. Высшим органом «церковной законодательной, правительственной и судебной власти» в пределах Украины отныне становился Украинский Церковный Собор, созываемый не реже одного раза в три года. В состав Собора входили все правящие и викарные архиереи Украины, а также представители клира и мирян. В период между Соборами исполнительным органом Собора являлся Священный Синод всех правящих епископов украинских епархий и Высший Церковный Совет. Постановления Всероссийских Церковных Соборов, а также постановления и распоряжения Святейшего Патриарха имели обязательную силу для всей Украинской церкви. Святейшему Патриарху были даны полномочия утверждать митрополитов и правящих архиереев украинских епархий.
25 января 1918 года в Киево-Печерской Лавре был зверски убит Митрополит Киевский и Галицкий Владимир (Богоявленский). В мае, при гетмане Скоропадском, на Киевскую кафедру был избран митрополит Антоний (Храповицкий), однако уже в декабре 1918 года он был арестован по распоряжению правительства Петлюры. Осенью 1919 года освобождённый митрополит Антоний вновь на короткое время прибыл в Киев, занятый тогда армией Деникина. Той же осенью ввиду успешного наступления Красной армии он был вынужден оставить пределы своей митрополии. В ноябре 1920 г. с остатками армии Врангеля митрополит Антоний окончательно покинул Россию и возглавил затем Высшее церковное управление за границей, сохранив, однако, за собой титул Митрополита Киевского и Галицкого.

### Создание экзархата, церковные расколы, гонения на Церковь (1921—1939)

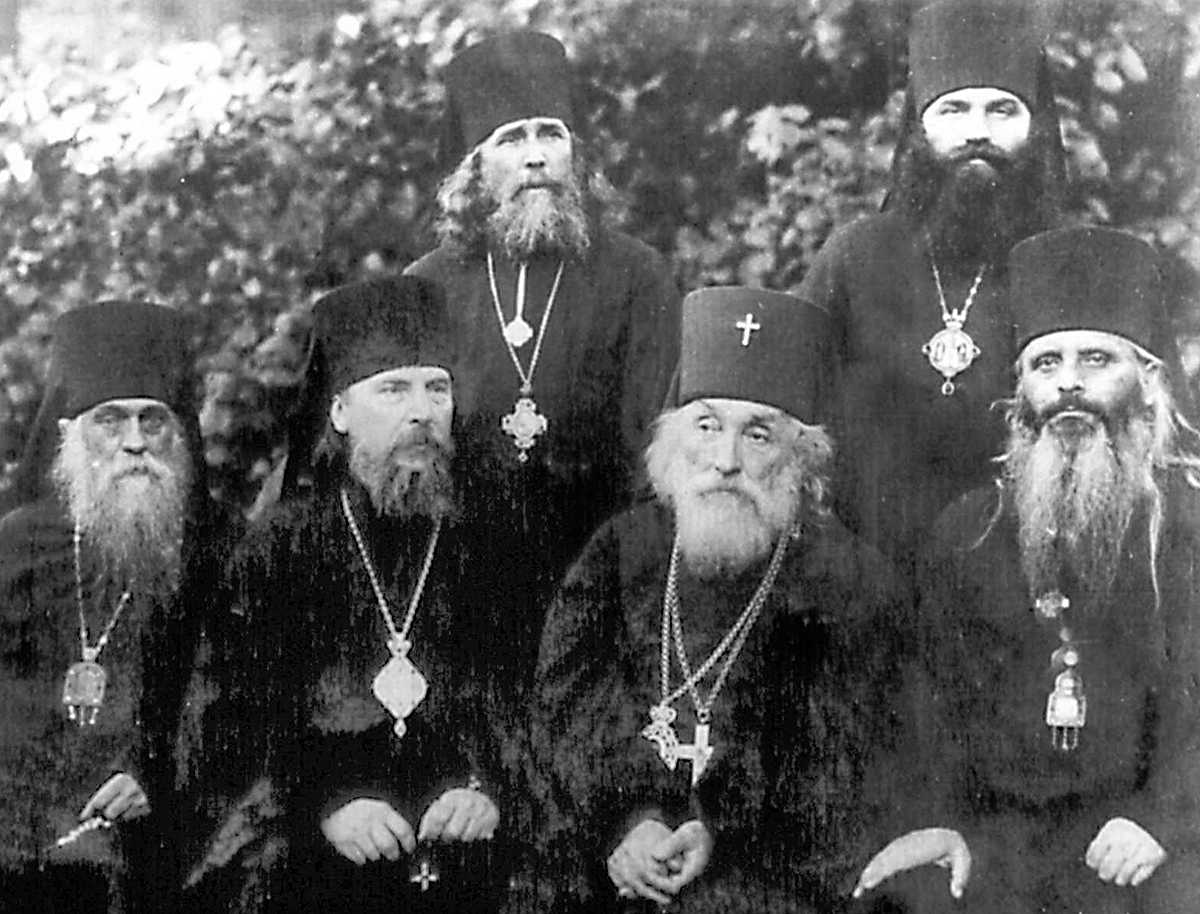
Епископы Малософийского собора в 1926 году.
Стоят: еп. Филарет (Линчевский), еп. Афанасий (Молчановский). Сидят слева направо: еп. Сергий (Куминский), еп. Димитрий (Вербицкий), архиеп. Василий (Богдашевский), еп. Георгий (Делиев).

Между тем, из-за агрессивных действий украинских националистов, поддерживаемых советской властью, конфликтные настроения в жизни Киевской митрополии с начала 1920-х годов стремительно нарастали. В таких условиях присутствие в Киеве канонического православного митрополита было необходимым. Причём требовался иерарх, имевший особый авторитет, который смог бы успокоить волнения среди православных Украины. Проблема, однако, заключалась в том, что, даже если бы кто-то из митрополитов желал и мог бы тогда занять Киевскую кафедру, Патриарх Тихон всё равно не имел права своей властью решить вопрос о назначении Митрополита Киевского. Киевская митрополичья кафедра должна была замещаться путём выборов на Всеукраинском Соборе. Согласно «Определению Священного Собора Православной Российской Церкви по проекту Положения о временном Высшем управлении Православной Церкви на Украине 7 (20) Сентября 1918 года», Патриарху принадлежало право только утверждать Киевского митрополита.
Патриарх Тихон летом 1921 г. нашёл следующий выход из такой непростой ситуации: он направил в Киев в качестве своего экзарха архиепископа Гродненского Михаила (Ермакова), возведя его в сан митрополита, чтобы он возглавил православную иерархию на Украине, но оставив его правящим архиереем Гродненской епархии; титул «митрополита Киевского и Галицкого» продолжал носить митрополит Антоний (Храповицкий). Сам митрополит Михаил по поводу своего назначения в Киев на допросе в ноябре 1925 г. пояснил: «Я был назначен патриархом не митрополитом, а временно управляющим Киевской митрополией и экзархом Украины».
В октябре того же года в Киеве состоялся собор духовенства, настроенного в пользу автокефалии, и мирян, которые были недовольны статусом экзархата РПЦ. На соборе была провозглашена неканоническая Украинская автокефальная православная церковь (УАПЦ). В Софийском соборе женатый священник Василий Липковский был посвящён в архиереи возложением рук священников и даже мирян. Эта «хиротония», как и последующая иерархия УАПЦ, не была признана нигде в православном мире. В эмиграции епископа этой юрисдикции Иоанна Теодоровича приняли после нового рукоположения, совершённого каноническим образом епископами. Позже был принят ряд «канонов УАПЦ», многие из которых полностью противоречили православному каноническому праву и даже вероучению. Организация получила название «липковцы», или «самосвяты». При содействии советской власти до середины 1920-х годов Украинской автокефальной православной церкви принадлежала пятая часть всех православных приходов на Украине.
В 1922 году при активном содействии властей возникает обновленческий раскол, повлёкший полную дезорганизацию церковного управления. Это движение распространяется и на территорию Украины. В 1923 году украинские обновленцы получили от обновленческого Высшего Церковного Управления в Москве автокефалию.
Зимой 1925—1926 года в Харькове находились архиепископ Борис (Шипулин), архиепископ Онуфрий (Гагалюк), епископ Константин (Дьяков), епископ Макарий (Кармазин), епископ Стефан (Адриашенко) и епископ Антоний (Панкеев), исполняющий обязанности секретаря. С ними в постоянном контакте были епископ Василий (Зеленцов), епископ Филарет (Линчевский), епископ Сергий (Куминский), архиепископ Аверкий (Кедров), епископ Максим (Руберовский) и епископ Леонтий (Матусевич). Эти архиереи в значительной мере влияли на церковную жизнь на Украине. В течение осени 1926 года обсуждался вопрос о необходимости тайно рукоположить новых епископов, как в 1923 году. Как избрание, так и хиротония совершались конспиративно, без предварительного оповещения властей.
По мере арестов и высылок одних епископов их места занимали другие, каждый из которых окормлял определённый регион и те конспиративные группы, которые там существовали. Так, епископ Константин (Дьяков) ведал Харьковщиной, архиепископ Борис (Шипулин), епископ Феодосий (Ващинский), епископ Варлаам (Козуля) и священник из Ольгополя Поликарп Гулевич (впоследствии священномученик Порфирий, Епископ Симферопольский и Крымский) — Подолией, епископ Макарий (Кармазин) и епископ Антоний (Панкеев) — Днепропетровщиной, епископ Дамаскин (Цедрик) и епископ Стефан (Проценко) — Черниговщиной.
Параллельно распространяется волна репрессий против религии вообще, достигшая апогея в 1937—1938 годах. Украинский экзарх митрополит Константин (Дьяков) был забит на допросе следователями, только что отметившими 20-летие Октябрьской революции.
К осени 1939 года на территории СССР насчитывалось всего около 100 действующих храмов и 4 «зарегистрированных» (то есть имевших право совершать богослужения) архиерея; в Украинской ССР (без Галиции и Волыни) не было ни одного епископа (кроме заштатного Димитрия (Абашидзе)).
В результате многочисленных церковных расколов, активно поддержанных советской властью, а затем и жестоких гонений 1930-х годов церковь на Украине, как и на всей территории Советского Союза, оказалась на грани выживания. В этих условиях управление епархиями в пределах Украины было организовано на началах Экзархата, хотя вплоть до 1990 года нормативных документов, ясно оговаривающих каноническое наполнение этого термина, в Русской православной церкви не существовало.

### Период Второй мировой войны (1939—1945)
После присоединения Западной Украины к СССР здесь обнаруживается ряд епископов автокефальной Польской православной церкви, глава которой, митрополит Варшавский Дионисий (Валединский), находился на оккупированной немцами территории «бывшей Польши». Московская Патриархия получает задание срочно организовать «воссоединение» с ней православного епископата. Для этого был создан Экзархат западных областей Белоруссии и Украины с центром в г. Луцке. Для епархий Западной Украины было даже рукоположено несколько епископов. В конце 1940 года экзархом в Луцк направляется митрополит Николай (Ярушевич). Через три недели после нападения Германии на СССР он был назначен «на остающуюся незанятой кафедру Митрополита Киевского и Галицкого, Экзарха всея Украины» — чисто номинально, поскольку отправился в эвакуацию. Старейший из оставшихся на Западной Украине архиереев архиепископ Волынский Алексий (Громадский), перешедший в 1940 году в юрисдикцию Русской православной церкви, взял на себя попечение о возрождении церковной жизни в масштабах всей Украины (в условиях её оккупации).
В 1941 году, с началом продвижения немецких войск на территорию Украины, активизировалась деятельность и епископата Польской православной церкви. Предстоятель автокефальной православной церкви в бывшей Польше (так называлась Польская церковь после оккупации Польши Германией) митрополит Дионисий (Валединский) назначает архиепископа Волынского (бывшего викария Луцкого Поликарпа (Сикорского) «администратором Автокефальной православной церкви на освобождённых землях Украины» и благословляет ряд епископских хиротоний для Украины. Название «Украинская автокефальная православная церковь» для этой юрисдикции возникло, вероятно, позже; первоначально она считала себя частью автокефальной Польской православной церкви, состоявшей преимущественно из украинцев. В любом случае иерархия этой Церкви была канонической, и она не признавала УАПЦ Липковского, хотя прежние священники-липковцы активно принимались через покаяние.
18 августа 1941 года на оккупированных немцами землях на Украине создаётся Украинская автономная православная церковь во главе с архиепископом Волынским Алексием (Громадским). Украинская автономная православная церковь признавала каноническое подчинение Московской Патриархии. 25 ноября 1941 года на очередном епископском совещании в Почаеве архиепископ Алексий (Громадский) был избран экзархом Украины и возведён в митрополичий сан.
Таким образом, во время войны на территории Украины параллельно действовали автономная и автокефальная церкви. Постепенно немецкая администрация предпочла автономную церковь, поскольку автокефалисты поддерживали украинских националистов. Архиепископ Алексий (Громадский) был убит националистами во время нападения на немецкую колонну, что сорвало переговоры об объединении двух юрисдикций.
В 1942 году советское руководство начинает пересматривать свою религиозную политику. Открывается несколько храмов, первые священники освобождаются из лагерей. Возобновляются епископские хиротонии. Особенно явно послабления власти по отношению к церкви стали заметны в 1943 году, когда Красная армия начала освобождение Украины и репрессии против духовенства и верующих могли бы настроить местное население против советской власти. Советское руководство предусмотрительно распорядилось о регистрации всех фактически действующих (то есть вновь открытых) храмов на территориях, освобождённых от оккупации. Часть епископов Украинской автономной православной церкви (Вениамин (Новицкий), Дамаскин (Малюта), Симон (Ивановский), Панкратий (Гладков)) были немедленно репрессированы.
Под нажимом советской власти начинается возвращение обновленцев и грекокатоликов в лоно Русской православной церкви. В частности, через покаяние был принят епископ Звенигородский Сергий (Ларин), который впоследствии занимал ряд кафедр в Украинском экзархате. В 1944 году большинство иерархов Польской православной церкви (Украинской автокефальной православной церкви) покидают Украину, остаётся только митрополит Феофил (Булдовский), изъявивший желание перейти в Русскую православную церковь. Он был арестован советскими спецслужбами до воссоединения и вскоре скончался.

### Послевоенное существование в Советском Союзе (1945—1990)
В 1945 году была открыта Одесская духовная семинария.
22 октября 1945 года Мукачевско-Пряшевская епархия Сербской православной церкви (без Пряшева) перешла в состав Украинского экзархата.
8-9 марта 1946 года на Львовском церковном соборе (псевдо-соборе с точки зрения греко-католиков) под давлением советской власти было объявлено о воссоединении Греко-католической (униатской) церкви с Украинским экзархатом РПЦ. 5 апреля 1946 года униатское духовенство в Пряшеве также принимает решение о переходе в РПЦ. В этом же году в Русскую православную церковь вернулись последние обновленческие приходы. На тот момент на территории СССР было 10 500 православных храмов.
В 1948 году Русской православной церковью было восстановлено евхаристическое общение и признана автокефалия Польской православной церкви (предоставленная Патриархом Константинопольским Григорием VII в 1924 году), однако лишь в пределах послевоенной Польши. В 1949 году закарпатские греко-католики под давлением советской власти тоже переходят в Украинский экзархат, и уния прекращает легальное существование на территории Украины.
В 1958—1964 годах происходила новая волна притеснений Церкви, существенно сократилось количество приходов, монастырей, семинарий. В 1961 году под предлогом реставрации была закрыта Киево-Печерская лавра. На Украине из трёх семинарий остаётся одна — в Одессе, но и та выселяется из центра города на окраину.
18 июля 1961 года были приняты изменения в Устав Русской православной церкви, согласно которым настоятель и клирики не могли участвовать в управлении приходом. Все её дела оказывались в руках старост.
14 мая 1966 года экзархом Украины стал Филарет (Денисенко), руководивший Украинским экзархатом вплоть до его превращения в самоуправляемую Украинскую православную церковь.
С 1987 года политика властей по отношению к церкви начинает меняться. В 1988 году открыто духовное училище в Чернигове, в 1989 году — духовная семинария в Киеве и восстановлена монашеская жизнь в Киево-Печерской лавре.
6-9 июня 1988 года на Поместном соборе в Москве был канонизирован, среди прочих, преподобный Паисий Величковский, принят новый устав, подтверждающий статус Украинского экзархата и предоставивший ему право называться «Украинская православная церковь».
Архиерейский Собор Русской православной церкви, работавший в Москве 30-31 января 1990 года, принял «Положение об Экзархатах Московского Патриархата», которое было внесено в качестве отдельной главы в Устав об управлении РПЦ. В силу этого «Положения» Украинский экзархат получил второе официальное наименование: «Украинская православная церковь». Также был создан Синод Экзархата, которому была присвоена высшая «законодательная, исполнительная и судебная власть» в пределах Экзархата. Синод Экзархата получил право избирать и рекомендовать Священному Синоду РПЦ кандидатуру экзарха, а также правящих и викарных архиереев украинских епархий. Таким образом, был сделан важный шаг на пути восстановления самоуправления Украинской православной церкви.
Уже 10 июля 1990 года Синод Украинской православной церкви направил Святейшему Патриарху Алексию обращение, в котором содержалась просьба расширить права Украинской Церкви. В частности, предлагалось предоставить Синоду Украинской православной церкви право учреждать и упразднять епархии, назначать правящих и викарных архиереев в пределах Украины. Также предлагалось дать епископату Украинской Церкви право самостоятельно избирать своего предстоятеля с последующим утверждением этого избрания Патриархом Московским и всея Руси.
25-27 октября 1990 года в Москве был созван Архиерейский Собор, на котором было принято историческое Определение об Украинской православной церкви:

1. Украинской Православной Церкви предоставляется независимость и самостоятельность в её управлении.
2. В связи с этим наименование «Украинский Экзархат» — упраздняется.
3. Предстоятель Украинской Православной Церкви избирается Украинским епископатом и благословляется Святейшим Патриархом Московским и всея Руси.
4. Предстоятель Украинской Православной Церкви носит титул «Митрополит Киевский и всея Украины».
5. Митрополиту Киевскому и всея Украины, в пределах Украинской Православной Церкви, усвояется титул «Блаженнейший».
6. Митрополит Киевский и всея Украины имеет право ношения двух панагий и предношения креста во время Богослужения.
7. Синод Украинской Православной Церкви избирает и поставляет правящих и викарных архиереев, учреждает и упраздняет епархии в пределах Украины.
8. Митрополит Киевский и всея Украины как Предстоятель Украинской Православной Церкви является постоянным членом Священного Синода Русской Православной Церкви.
9. Настоящее Определение Архиерейского Собора Русской Православной Церкви подлежит утверждению Поместным Собором Русской Православной Церкви со внесением соответствующих изменений в Устав об управлении Русской Православной Церкви.

В 2000 году Архиерейский Собор РПЦ принял новый устав, в котором отражён особый статус Украинской православной церкви. Пункт 17 восьмой главы Устава гласит: «Украинская Православная Церковь является самоуправляемой с правами широкой автономии. В своей жизни и деятельности она руководствуется Томосом Патриарха Московского и всея Руси 1990 года и Уставом Украинской Православной Церкви, который утверждается её Предстоятелем и одобряется Патриархом Московским и всея Руси». Поместный Собор Русской православной церкви 2009 года утвердил все решения Архиерейских Соборов, принятые в период с 1990 по 2008 годы.

## Епископат
В епископат Украинского экзархата за всё время его существования (1921—1990) входило до 190 архиереев. Большинство из них служили, кроме собственно Украинского экзархата, также в епархиях Русской православной церкви, а некоторые — в Украинской автономной православной церкви. В период гонений на церковь многие архиереи пострадали за веру, некоторые были причислены к лику святых — священномученики Константин (Дьяков), Александр (Петровский), Фаддей (Успенский) и другие. Все епископы, которые были в составе епископата экзархата на 27 октября 1990 года, продолжили своё архиерейское служение уже в Украинской православной церкви, получившей самостоятельность в управлении. Это, в частности, такие архиереи, как Владимир (Сабодан), Агафангел (Саввин), Ириней (Середний), Иоанникий (Кобзев), Лазарь, Никодим (Руснак).

## Экзархи
1. Михаил (Ермаков) (июль 1921 — 30 марта 1929)
2. Константин (Дьяков) (1929 — 10 ноября 1937)
Александр (Петровский) (осень 1937 — 28 июля 1938) временно управляющий, архиепископ Харьковский
3. Николай (Ярушевич) (15 июля 1941 — 28 января 1944)
4. Иоанн (Соколов) (12 февраля 1944 — 30 марта 1964)
5. Иоасаф (Лелюхин) (30 марта 1964 — 24 апреля 1966)
Алипий (Хотовицкий) (25 апреля — 14 мая 1966) временно управляющий, архиепископ Винницкий
6. Филарет (Денисенко) (14 мая 1966 — 25/27 октября 1990) — далее УПЦ МП

## Епархии
Епархии Украинского экзархата на протяжении существования этой церковной административной единицы неоднократно меняли свои названия и границы. Эти епархии, как и экзархат в целом, были прямыми наследниками соответствующих епархий Русской православной церкви. В 1918—1921 и на оккупированных территориях в 1941—1944 годах на территории Украины действовала Украинская автономная православная церковь. Именно на основе УАПЦ патриарх Тихон в 1921 году создал Украинский экзархат. В годы войны УАПЦ была фактически тем же Украинским экзархатом, изменившим свою административную структуру и статус в связи с резко изменившимися обстоятельствами.
При епархиях за всё время существования экзархата было основано более 60 викариатств. Большинство из них просуществовали недолго, преимущественно в 1920-х-1930-х годах.

### Перечень епархий
1. Киевская (митрополия) — в пределах Киева, Киевской и Черкасской областей
2. Винницкая
3. Волынская
4. Днепропетровская
5. Донецкая
6. Дрогобычская (1946—1959)
7. Житомирская
8. Ивано-Франковская
9. Измаильская (1945—1955)
10. Кировоградская
11. Львовская
12. Мукачевская
13. Одесская
14. Подольская
15. Полтавская
16. Ровенская (Острожская)
17. Симферопольская (Крымская)
18. Сумская
19. Тернопольская
20. Харьковская
21. Херсонская
22. Хмельницкая
23. Черниговская
24. Черновицкая
25. Луганская
26. Северо-Донецкая и Старобельская